# 草原古馬屬
草原古馬屬（Merychippus）是一屬已經滅絕的三趾馬科生物，生活於中新世的北美洲地區。

## 命名

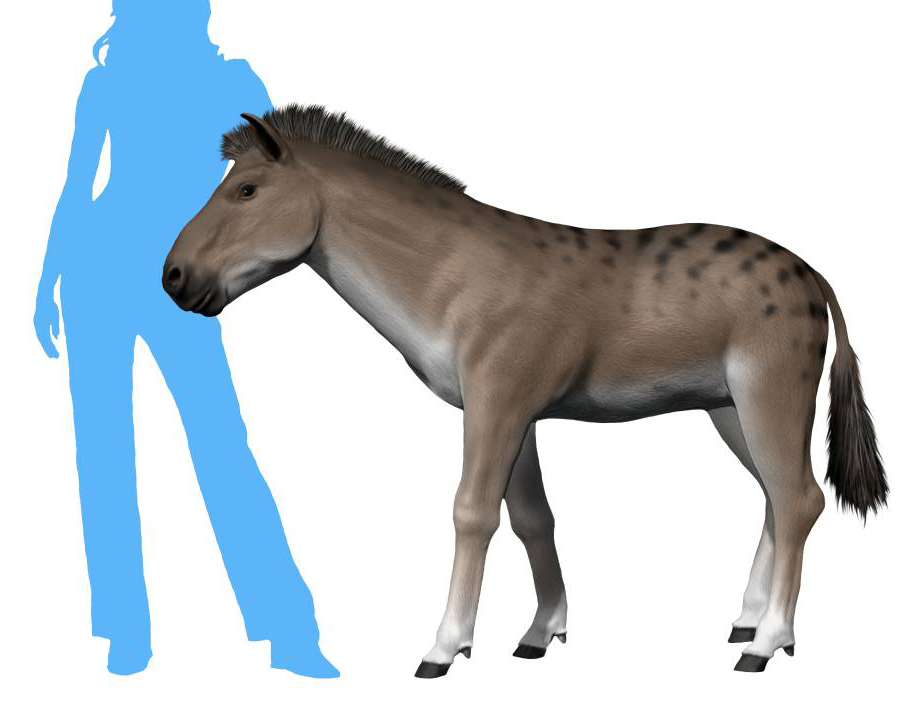
Merychippus insignis復原圖

草原古馬屬由約瑟夫·萊迪命名於1856年，模式種為Merychippus insignis。

## 描述

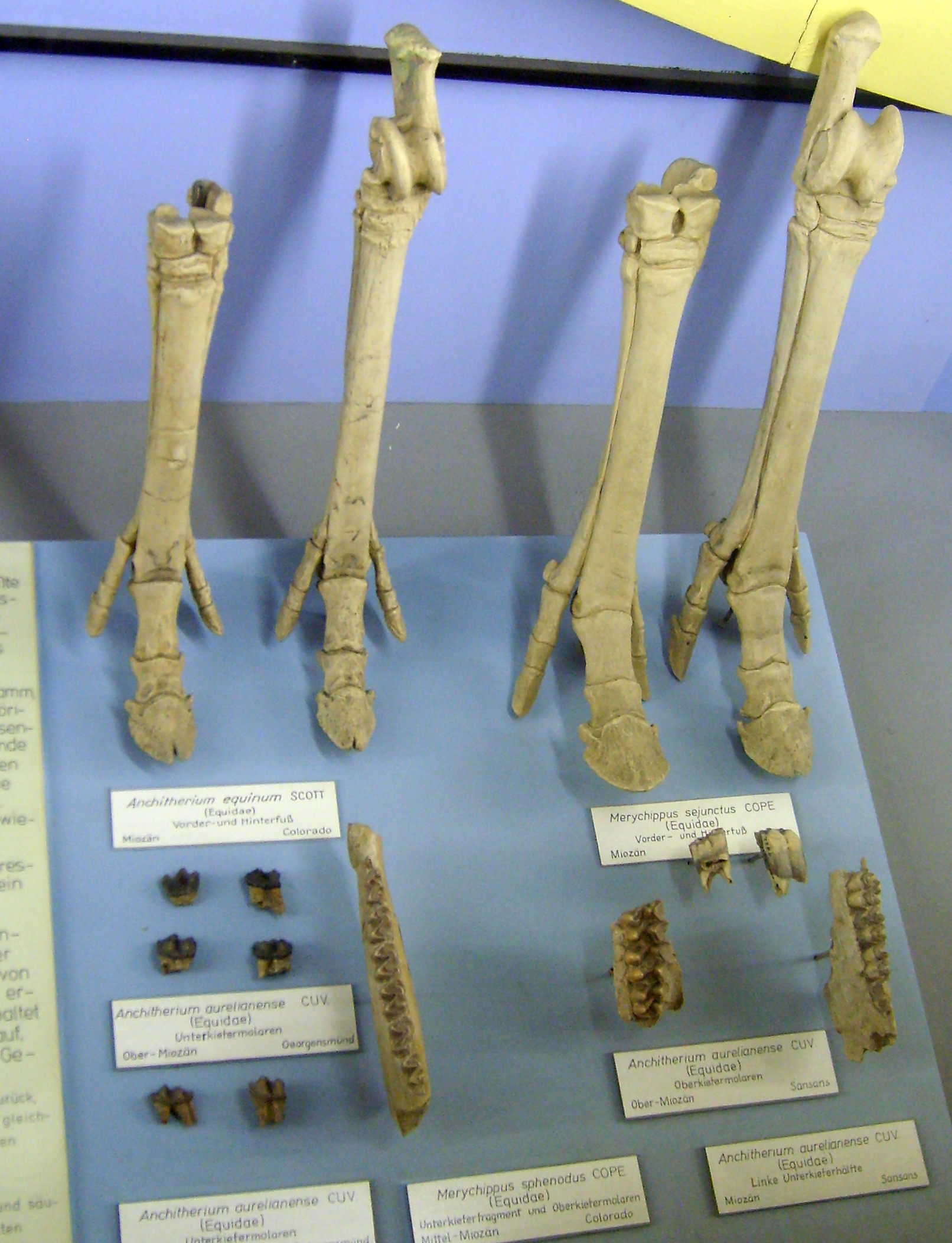
右側為M. sejunctus的前後腿腿骨和M. sphenodus的下頜骨化石

草原古馬是一種群居的馬，高約89（35英寸），在當時算是較高的馬。它的中趾在奔跑時不會接觸到地面，牙齒和副马属生物很像。
門多薩等人測量了四具草原古馬化石，其預估體重為：
- 164.7（360磅）
- 106.4（230磅）
- 58.9（130磅）
- 17.2（38磅）

## 馬的進化

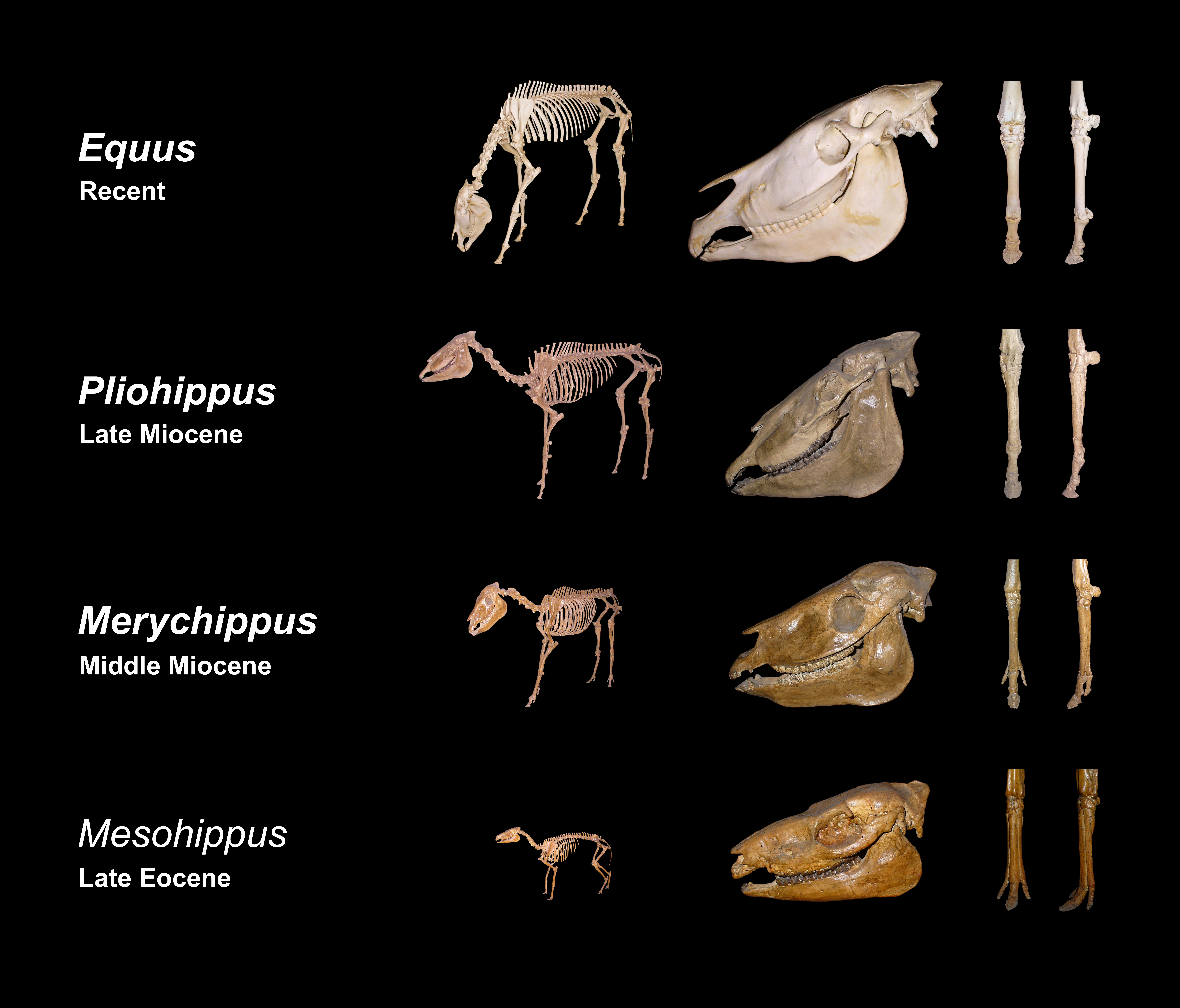
草原古馬是馬進化主軸上的一個階段

- 始祖馬--＞漸新馬--＞草原古馬--＞上新馬--＞真馬

## 馬的分支
- 中新馬
- 三趾馬
- 南美土著馬

## 外部連結
- Photo of a Merychippus tooth. （页面存档备份，存于）
- Teeth of Merychippus californicus （页面存档备份，存于）
- A classification scheme from The Paleobiology Database （页面存档备份，存于）
- Florida Museum of Natural History （页面存档备份，存于）
- The Evolution of the Horse